# Дахии
Дахии или дахие (серб. dahije, ед.ч. дахия) — мятежные офицеры-янычары, которые захватили верховную власть в Смедеревском санджаке (Белградском пашалыке) после убийства визиря Хаджи Мустафы-паши в Белграде 15 декабря 1801 года. Четырьмя главнми янычарскими лидерами были дахии Кучук-Али, Аганлия, Мула Юсуф и Мехмед-ага Фочич. Восставшие против османского султана, они были разбиты сербами в начальной фазе Первого сербского восстания, которое также называют «восстанием против дахий» (серб. Buna protiv dahija).

## Название
Предводителей янычар-мятежников называли дахие (серб. dahije), что в переводе с османского означает «дядя». Младшие командиры янычар назывались кабадахие (серб. kabadahije), что предположительно происходит от турецкого слова kabadayı, используемого в разговорной речи для обозначения хулиганов или задирак..

## Предыстория
В 1788 году, во время Австро-турецкой войны (1787—1791), пограничное восстание в Кочине крайине привело к тому, что Восточная Шумадия была оккупирована австрийским сербским корпусом и гайдуками, а впоследствии большая часть санджака Смедерево была оккупирована Габсбургской монархией (1788—1791). С 15 сентября по 8 октября 1789 года австрийские войска Габсбургов осадили крепость Белград. Австрийцы удерживали город до 1791 года, когда он был возвращен туркам-османам в соответствии с условиями Систовского договора. С возвращением санджака в Османскую империю сербы ожидали репрессий со стороны турок из-за своей поддержки австрийцев. Султан Селим III передал полное командование санджаком Смедерево и Белграда закаленным в боях янычарам, сражавшимся с христианскими войсками во время Австро-турецкой войны и многих других конфликтов. Хотя Селим III предоставил власть миролюбивому Хаджу Мустафе-паше (1793), напряженность между сербами и янычарским командованием не ослабевала.
В 1793 и 1796 годах султан Селим III издал фирманы, в которых пожаловал сербам больше прав. Помимо прочего, местные обор-князья должны были собирать налоги. Сербам предоставлялась свобода торговли и вероисповедания. Селим III также постановил, что некоторые непопулярные янычары должны были покинуть Белградский пашалык, так как он видел в них угрозу центральной власти Хаджи Мустафы-паши. Многие из этих янычар были наняты или нашли убежище у Османа Пазвантоглу, вероломного противника султана Селима III в санджаке Видин. Опасаясь роспуска янычарского командования в санджаке Смедерево, Осман Пазвантоглу предпринял серию набегов против сербов без разрешения султана Селима III, вызвав большую нестабильность и страх в регионе. Пазвантоглу был разбит сербами в 1793 году в битве при Колари. Летом 1797 года султан назначил Мустафу-пашу на должность бейлербея эялета Румелия, а сам он выехал из Сербии в Пловдив для борьбы с видинскими повстанцами Османа Пазвантоглу. Во время отсутствия Мустафы-Паши войска Пазвантоглу захватили Пожаревац и осадили Белградскую крепость . В конце ноября 1797 года сербские обор-князья Алекса Ненадович, Илья Бирчанин и Никола Грбович из Валево привели свои военные формирования в Белград и вынудили осаждающие войска янычар отступить в Смедерево.
К 1799 году корпус янычар вернулся в Смедеревский санджак, поскольку они были помилованы указом султана.

## История

### Контроль над Белградским пашалыком
15 декабря 1801 года белградский визирь Хаджи Мустафа-паша был убит Кучук-Али, одним из четырёх ведущих дахий. Это привело к тому, что верховную власть в санджаке Смедерево захватили мятежные янычарские лидеры (дахии), которы действовали независимо от османского правительства, вопреки султану. Янычары ввели «систему произвольных злоупотреблений, которая не имела себе равных ни в чём подобном за всю историю Османского правления на Балканах». Вожди разделили санджак на пашалыки. Они немедленно приостановили Сербскую автономию и резко подняли налоги. Были восстановлены старые и созданы новые чифтлики, что привело к неконтролируемому увеличению податей и барщины. В небольшие города назначались кабадахии, а в селах с целью осуществления надзора над сербским населением строились опорные пункты — ханы, в которых размещались субаши вместе с жандармами — сейменами.
Некоторые османские сипахи и люди Мустафы-паши составили заговор и договорились с сербскими князьями выступить против дахий в определённый день. Боеприпасы привозились контрабандой из Габсбургской империи, часть выдавалась сербам, а часть пряталась на Авале. Эта первая попытка устранить дахий, вспыхнувшая днем раньше в 1802 году в Пожареваце, была остановлена, и дахии продолжили править Белградским пашалыком.

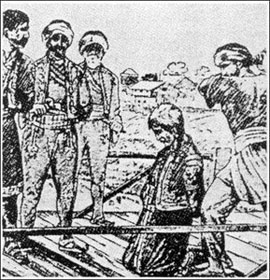
Резня князей

Тирания, которой подвергались сербы, заставила их послать османскому султану прошение, о котором стало известно дахиям. Дахии начали опасаться, что султан воспользуется сербами, чтобы отстранить их от власти. Чтобы предотвратить это, они решили казнить ведущих сербов по всему санджаку. В конце января 1804 года по приказу дахий произошла так называемая «резня князей». Согласно современным источникам из Валево, отрубленные головы убитых сербских вождей были выставлены на всеобщее обозрение на центральной площади, чтобы служить примером для тех, кто мог бы замышлять заговор против правления дахий. Это привело в ярость сербов, которые увели свои семьи в лес и начали убивать субаши (деревенских надзирателей), которые были наняты дахие, а также нападать на османские отряды. Дахии отправили самого дипломатичного из них, Аганлию, с сильным отрядом, чтобы испугать и успокоить сербов, а также чтобы избежать эскалации вооруженного конфликта, с которым янычарам было бы трудно справиться, но безрезультатно.

### Восстание
14 февраля 1804 года в маленькой деревне Орашац близ Аранджеловаца собрались ведущие сербы и решили поднять восстание, избрав своим лидером Карагеоргия Петровича. Сербы, поначалу формально воевавшие от имени Султана против мятежных янычар, получили поддержку от центрального османского правительства, выславшего им на помощь кавалерийский корпус (сипахи). Несмотря на свою малочисленность, сербы добились больших военных успехов, быстро взяв Пожаревац, Шабац и атаковав Смедерево и Белград. Султан, опасавшийся, что сербское движение может выйти из-под контроля, послал бывшего белградского пашу, а ныне визиря Боснии Бекира-пашу, чтобы официально помочь сербам, но на самом деле держать их под контролем . Алия Гушанац, янычарский командир Белграда, столкнувшись лицом к лицу как с сербами, так и с османским правительством, решил впустить Бекира-пашу в город в июле 1804 года. До этого дахии бежали на восток, на остров Ада-Кале, расположенный на Дунае. Бекир-паша приказал дахиям сдаться, а Карагеоргий тем временем отправил на остров своего командира Миленко Стойковича. Дахии отказались, после чего Стойкович напал на них, захватил в плен и обезглавил в ночь с 5 на 6 августа 1804 года. После свержения власти дахие Бекир-паша хотел, чтобы сербские отряды были распущены по домам, однако, поскольку янычары все ещё удерживали важные города, такие как Ужице, сербские лидеры не хотели расходиться по домам, не получив гарантий от центрального османского правительства. Между тем султан приказал пограничным с Белградским пашалыком османским наместникам выступить против восставших сербов. Сербы обратились за иностранной помощью, отправив в сентябре 1804 года в Санкт-Петербург делегацию, которая вернулась с деньгами и обещанием дипломатической поддержки . Так началось Первое сербское восстание (1804—1813), первый этап Сербской революции.

### Правительство
После убийства Мустафы-паши янычары выбрали четырёх своих главных вождей (Кучук-Али, Аганлию, Мулу Юсуфа и Мехмеда-ага Фочича) для управления санджаком. Вожди разделили Белградский санджак на отдельные пашалыки.

### Наследие
Существует много сербских эпических поэм, посвященных дахие, таких как Početak bune protiv dahija («Начало восстания против дахий»), собранных слепым бардом Филиппом Вишничем (1767—1834).
Когда боснийский сербский генерал Ратко Младич вошел в Сребреницу 11 июля 1995 года, он преподнес этот город в дар сербскому народу и сказал: «Наконец-то, после восстания против дахие, пришло время отомстить туркам в этом регионе».